# Estero Curipeumo
El estero Curipeumo es un curso natural de agua que fluye al sur de la ciudad de Parral en la Región del Maule y desemboca en el río Perquilauquén.

## Trayecto
El estero Curipeumo nace unos 10 km al sureste de la ciudad de Parral, la bordea varios kilómetros al sur con una dirección general noroeste hasta su junta con el estero Tintivilo que le cae por la izquierda. Ya desde ese punto su dirección es casi hacia el norte. Recibe poco después al estero Zanjón Grande por la derecha y desemboca en el Perquilauquén poco antes de la junta de este último con el río Cauquenes.

## Caudal y régimen
El estero Curipeumo posee una estación fluviométrica en Lo Hernández. Las mediciones hechas por la estación muestran un régimen pluvial, con sus crecidas de caudal en los meses de invierno. En años lluviosos los mayores caudales ocurren entre mayo y julio, producto de lluvias invernales. Los menores caudales se dan entre enero y abril. En años secos los caudales se distribuyen de manera más uniforme a lo largo del año, salvo leves aumentos entre junio y agosto.: 54–55 

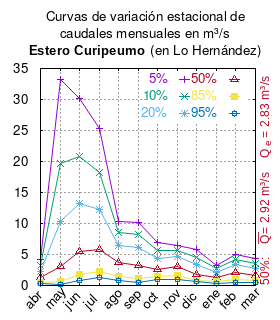
Curvas de variación estacional del estero Curipeumo en Lo Hernández.

El caudal del río (en un lugar fijo) varía en el tiempo, por lo que existen varias formas de representarlo. Una de ellas son las curvas de variación estacional que, tras largos periodos de mediciones, predicen estadísticamente el caudal mínimo que lleva el río con una probabilidad dada, llamada probabilidad de excedencia. La curva de color rojo ocre (con {\displaystyle {\color {Red}\vartriangle }}) muestra los caudales mensuales con probabilidad de excedencia de un 50%. Esto quiere decir que ese mes se han medido igual cantidad de caudales mayores que caudales menores a esa cantidad. Eso es la mediana (estadística), que se denota Qe, de la serie de caudales de ese mes. La media (estadística) es el promedio matemático de los caudales de ese mes y se denota {\displaystyle {\overline {Q}}}. 
Una vez calculados para cada mes, ambos valores son calculados para todo el año y pueden ser leídos en la columna vertical al lado derecho del diagrama. El significado de la probabilidad de excedencia del 5% es que, estadísticamente, el caudal es mayor solo una vez cada 20 años, el de 10% una vez cada 10 años, el de 20% una vez cada 5 años, el de 85% quince veces cada 16 años y la de 95% diecisiete veces cada 18 años. Dicho de otra forma, el 5% es el caudal de años extremadamente lluviosos, el 95% es el caudal de años extremadamente secos. De la estación de las crecidas puede deducirse si el caudal depende de las lluvias (mayo-julio) o del derretimiento de las nieves (septiembre-enero).

## Historia
Francisco Solano Asta-Buruaga y Cienfuegos escribió en 1899 en su obra póstuma Diccionario Geográfico de la República de Chile sobre el río:
Curipeumo.-—Riachuelo del departamento del Parral y afluente de la derecha del rio Perquilauquén. Tiene origen á unos diez kilómetros hacia el SE. de la ciudad del Parral; dirige su curso al NO., pasando á corta distancia al S. de esta ciudad, y unido con el de Tintivilo cerca de la aldea de Campanacura, va á echarse como diez ó doce kilómetros más adelante en aquel río. En su sección inferior es de riberas fértiles y de algún cultivo, teniendo en ellas varias heredades de su nombre.
En la entrada anterior de su diccionario, para el fundo Curipeumo, Astaburuaga da también el origen del nombre: Significa peumo negro por el nombre de un árbol (Cryptocaria peumus)..